# La Motte-Saint-Jean
Pour les articles homonymes, voir La Motte et Saint-Jean.
La Motte-Saint-Jean est une commune française située dans le département de Saône-et-Loire, en région Bourgogne.

## Géographie
La Motte-Saint-Jean est à 2 km de Digoin (71). Elle est traversée par la rivière l'Arroux, qui se jette dans le fleuve Loire. La confluence est à la limite de La Motte-Saint-Jean et de Molinet. Du centre du village (église, ancien château), situé sur une hauteur, la vue sur la vallée de la Loire et le pays Charollais-Brionnais est très belle.

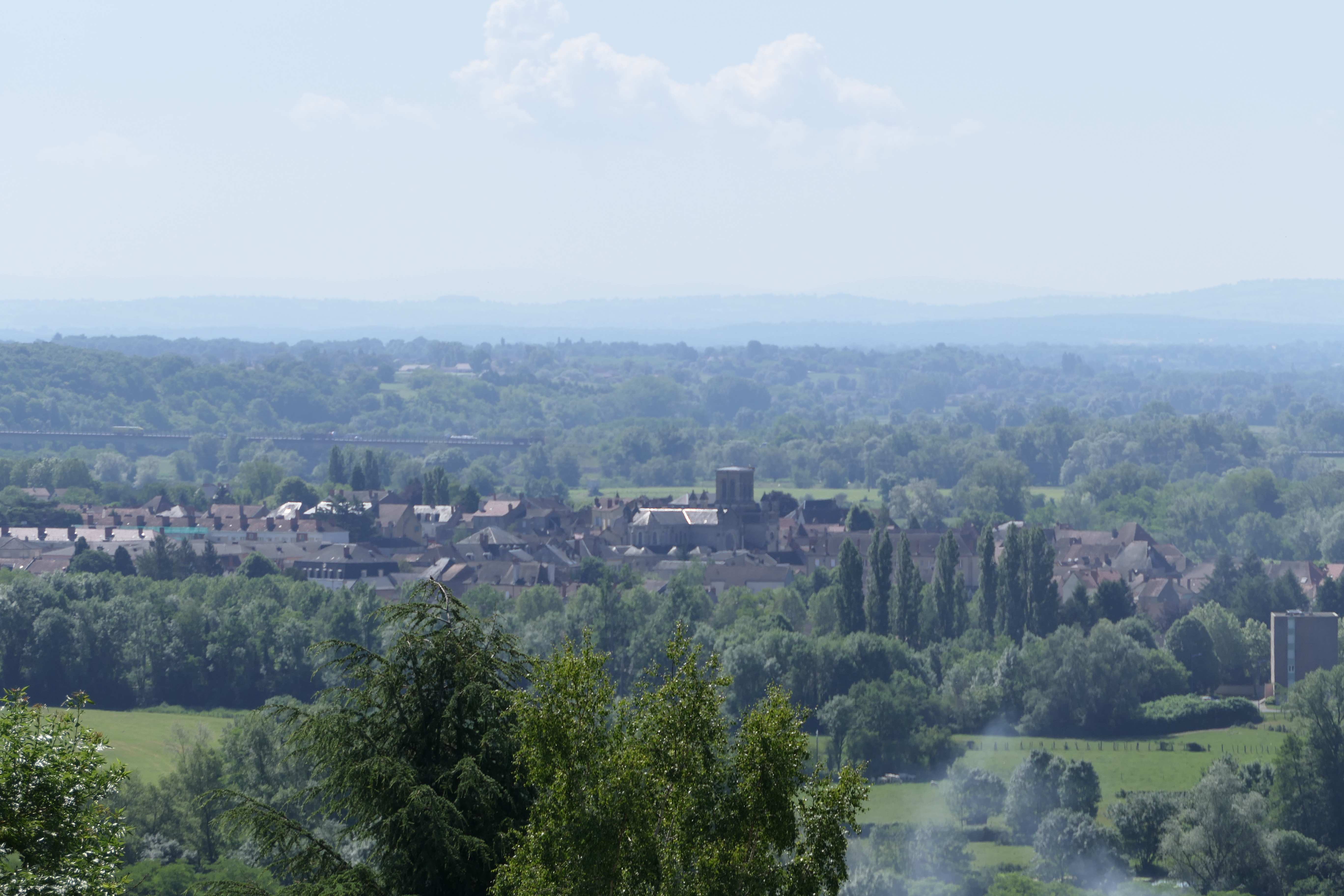
Panorama vu de la terrasse de l'église.
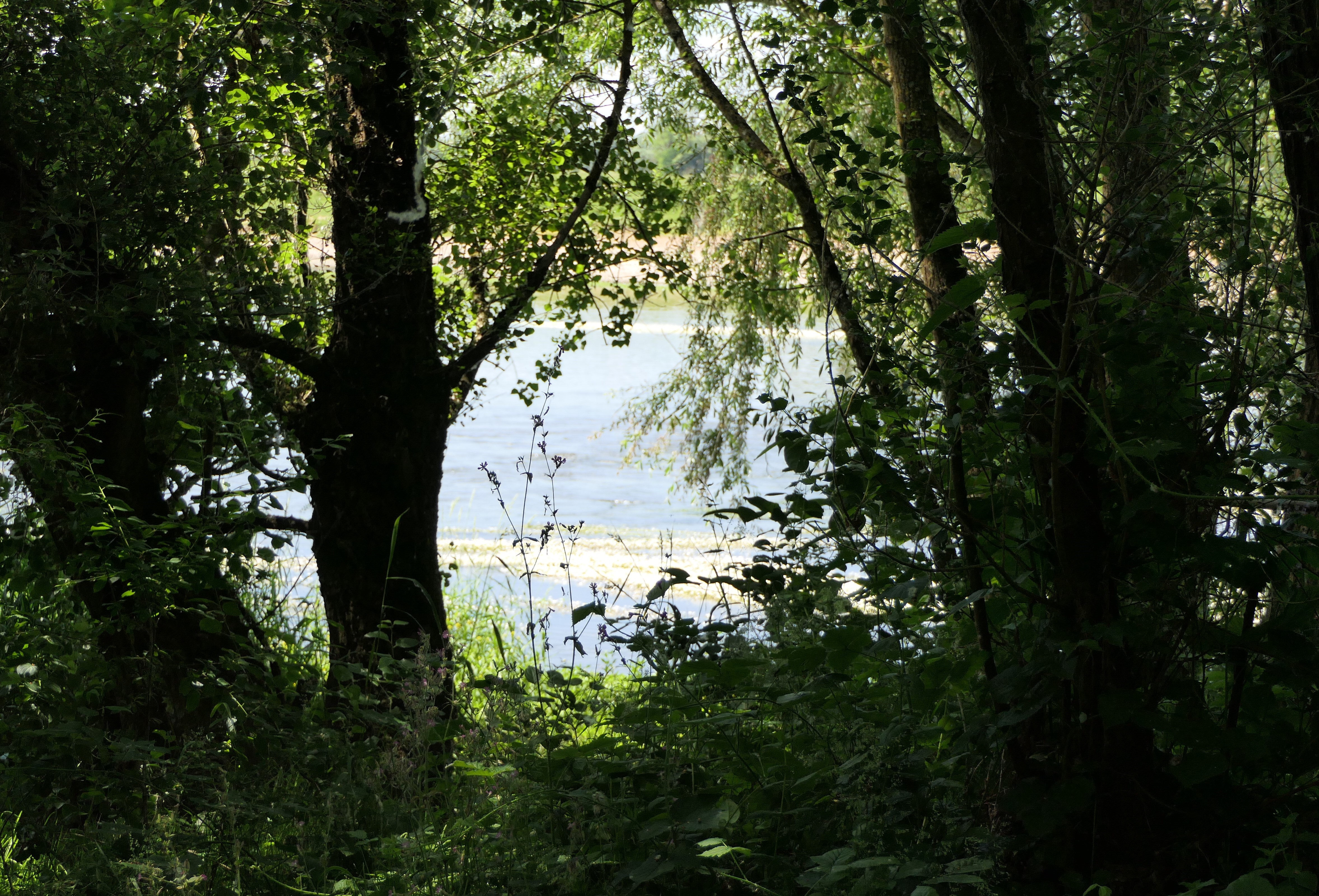
La Loire à La Motte-Saint-Jean.

### Climat
Pour des articles plus généraux, voir Climat de la Bourgogne-Franche-Comté et Climat de Saône-et-Loire.
En 2010, le climat de la commune est de type climat océanique dégradé des plaines du Centre et du Nord, selon une étude du Centre national de la recherche scientifique s'appuyant sur une série de données couvrant la période 1971-2000. En 2020, Météo-France publie une typologie des climats de la France métropolitaine dans laquelle la commune est exposée à un climat océanique altéré et est dans la région climatique Centre et contreforts nord du Massif Central, caractérisée par un air sec en été et un bon ensoleillement.
Pour la période 1971-2000, la température annuelle moyenne est de 11 °C, avec une amplitude thermique annuelle de 16,6 °C. Le cumul annuel moyen de précipitations est de 949 mm, avec 13 jours de précipitations en janvier et 8 jours en juillet. Pour la période 1991-2020, la température moyenne annuelle observée sur la station météorologique de Météo-France la plus proche, « Saint-Yan », sur la commune de Saint-Yan à 11 km à vol d'oiseau, est de 11,5 °C et le cumul annuel moyen de précipitations est de 772,4 mm. 
La température maximale relevée sur cette station est de 41,7 °C, atteinte le 31 juillet 1983 ; la température minimale est de −24,2 °C, atteinte le 9 janvier 1985,,.
Les paramètres climatiques de la commune ont été estimés pour le milieu du siècle (2041-2070) selon différents scénarios d'émission de gaz à effet de serre à partir des nouvelles projections climatiques de référence DRIAS-2020. Ils sont consultables sur un site dédié publié par Météo-France en novembre 2022.

## Urbanisme

### Typologie
Au 1er janvier 2024, La Motte-Saint-Jean est catégorisée commune rurale à habitat dispersé, selon la nouvelle grille communale de densité à sept niveaux définie par l'Insee en 2022.
Elle est située hors unité urbaine. Par ailleurs la commune fait partie de l'aire d'attraction de Digoin, dont elle est une commune de la couronne,. Cette aire, qui regroupe 8 communes, est catégorisée dans les aires de moins de 50 000 habitants,.

### Occupation des sols
L'occupation des sols de la commune, telle qu'elle ressort de la base de données européenne d’occupation biophysique des sols Corine Land Cover (CLC), est marquée par l'importance des territoires agricoles (51,9 % en 2018), une proportion sensiblement équivalente à celle de 1990 (51,8 %). La répartition détaillée en 2018 est la suivante : prairies (43,5 %), forêts (40,1 %), zones urbanisées (6,3 %), terres arables (5,3 %), zones agricoles hétérogènes (3,1 %), eaux continentales (1,7 %). L'évolution de l’occupation des sols de la commune et de ses infrastructures peut être observée sur les différentes représentations cartographiques du territoire : la carte de Cassini (XVIIIe siècle), la carte d'état-major (1820-1866) et les cartes ou photos aériennes de l'IGN pour la période actuelle (1950 à aujourd'hui).

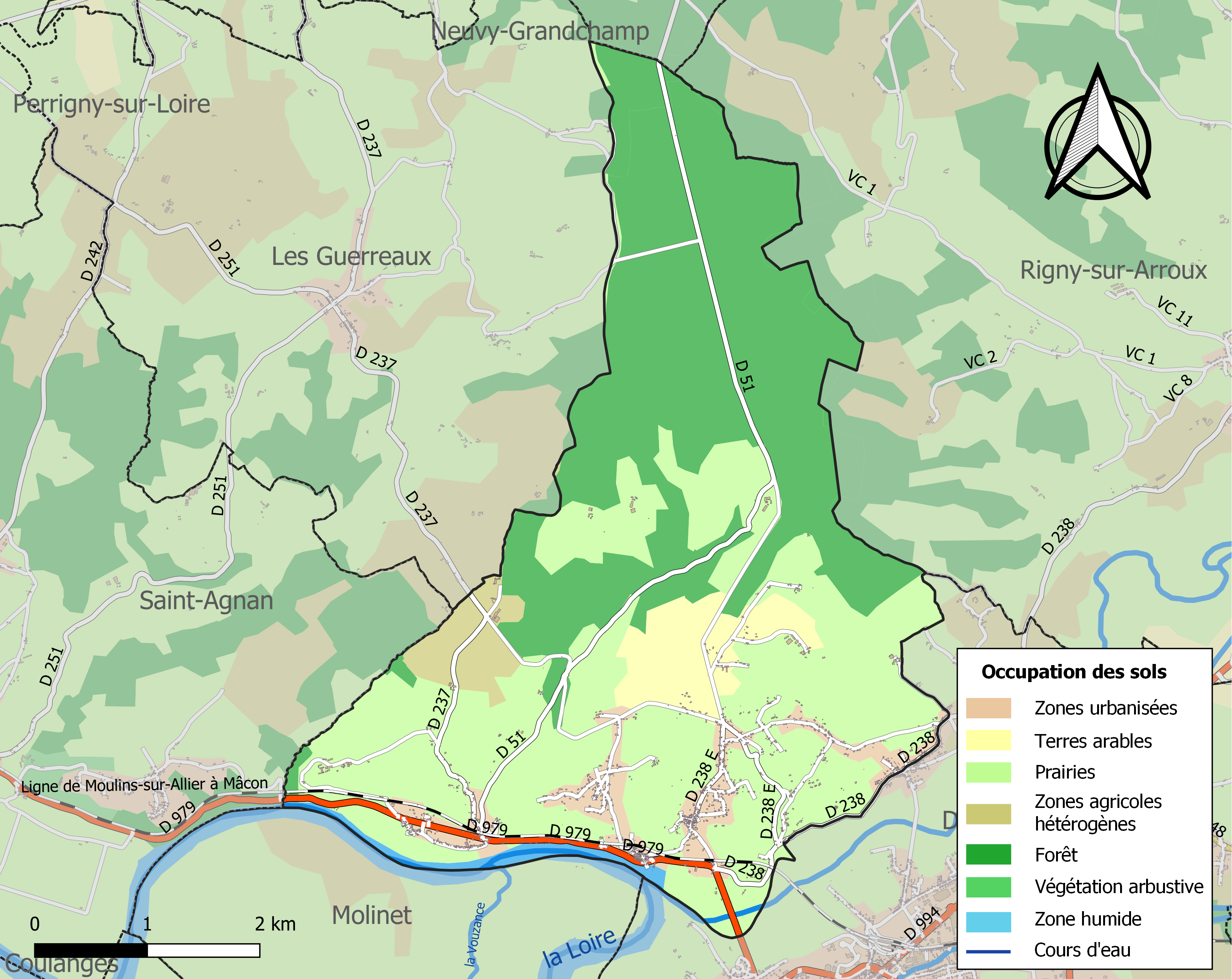
Carte des infrastructures et de l'occupation des sols de la commune en 2018 (CLC).

## Histoire
Dans la fiche de repérage relative au château de La Motte-Saint-Jean, il est indiqué que le nom du bourg vient sans doute du nom d'une chapelle où se trouvait le tombeau de Jean de Coligny. Ernest Nègre a identifié la Motte-Saint-Jean en 1312 sous le nom Mota S. Johannis. Il existait une ancienne châtellerie dépendant du bailliage d'Autun. Les sires de La Mothe-St-Jean se fondirent dans les Randan-Saligny puis les Coligny (-le-Vieux-Andelot, branche de Saligny). Le château a été construit vers 1630-1636, en remplacement de l'ancien château mérovingien. Les descendants de la famille de Coligny possède la seigneurie jusqu'en 1721. Elle fut alors la propriété de Durey de Sauroy, puis de la famille de Cossé-Brissac. Elle fut vendue comme bien national lors de la Révolution. Le château a été entièrement rasé en 1836. Sous la Révolution française, la commune porta provisoirement les noms de Montagne-Fleurie et de Montfleury.
Entre 1795 et 1800, la commune absorbe la partie haute de la commune voisine de Morillon ; l'autre partie étant attribuée à Neuvy-Grandchamp.
En 1869, la commune des Guerreaux est créée à partir de portions des territoires communaux de La Motte-Saint-Jean, de Neuvy-Grandchamp et de Saint-Agnan. Dans un second temps et la même année, le haut Morillon est attribué aux Guerreaux.

### La Grand'Houlle
Le hameau de la Grande Houlle est situé sur la partie haute de La Motte-Saint-Jean. Là, au XVe siècle, est fondée une communauté familiale agricole. Des bâtiments importants sont construits, en utilisant, entre autres, les beaux chênes environnants. La communauté prospère rapidement, et deux nouvelles communautés décident de s'installer à côté.

La Grand'Houlle est, en 1943, un foyer de la Résistance. Une rafle est organisée, après dénonciation,  par la Feldgendarmerie de Paray-le-Monial. Une arme est découverte. Une douzaine d'hommes sont présents. L'un décède, les autres sont déportés. Une plaque commémorative, à l'initiative de l'association de la Grand'Houlle, est apposée sur un des murs du pigeonnier. 

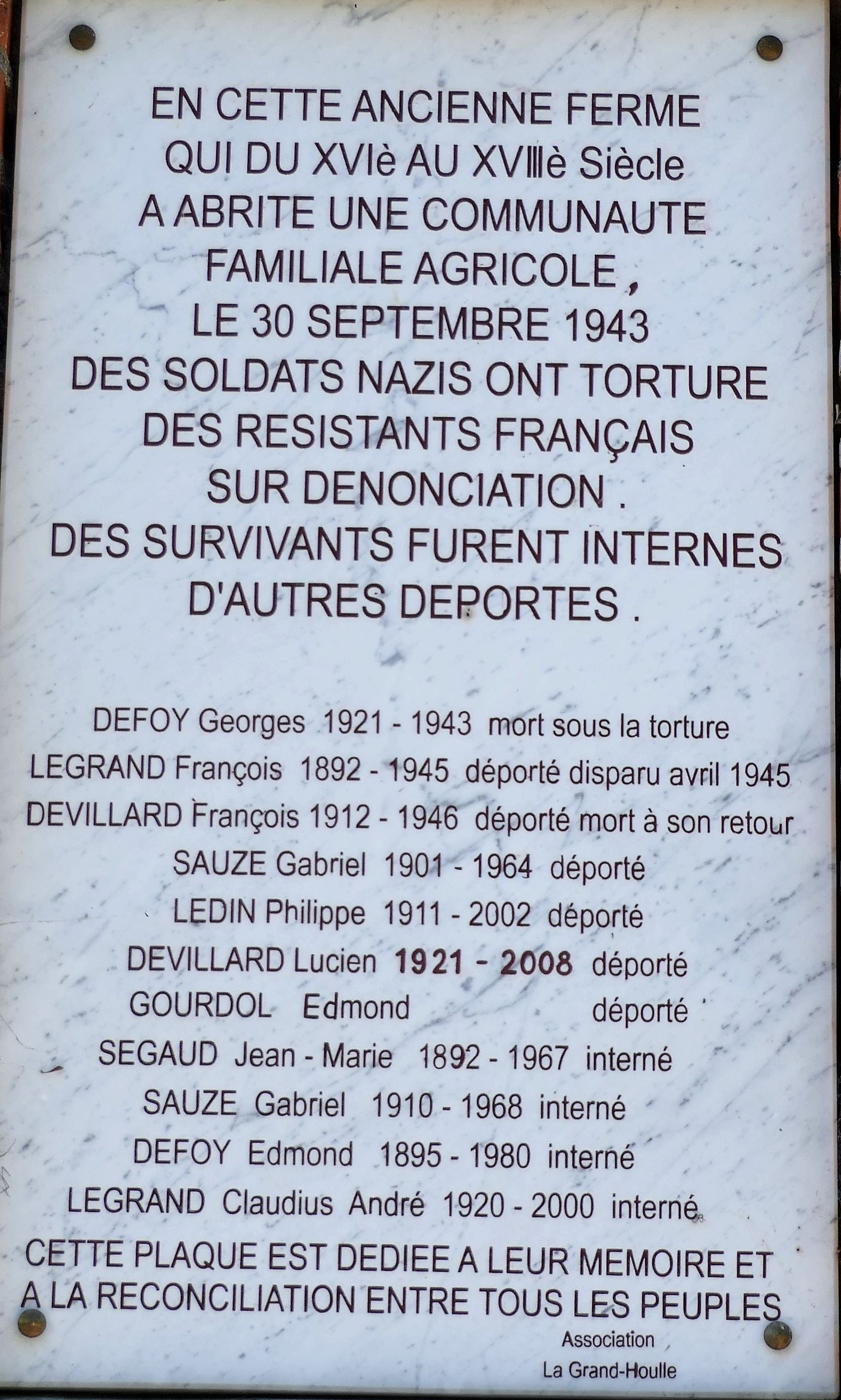
Plaque commémorative des événements de 1943.
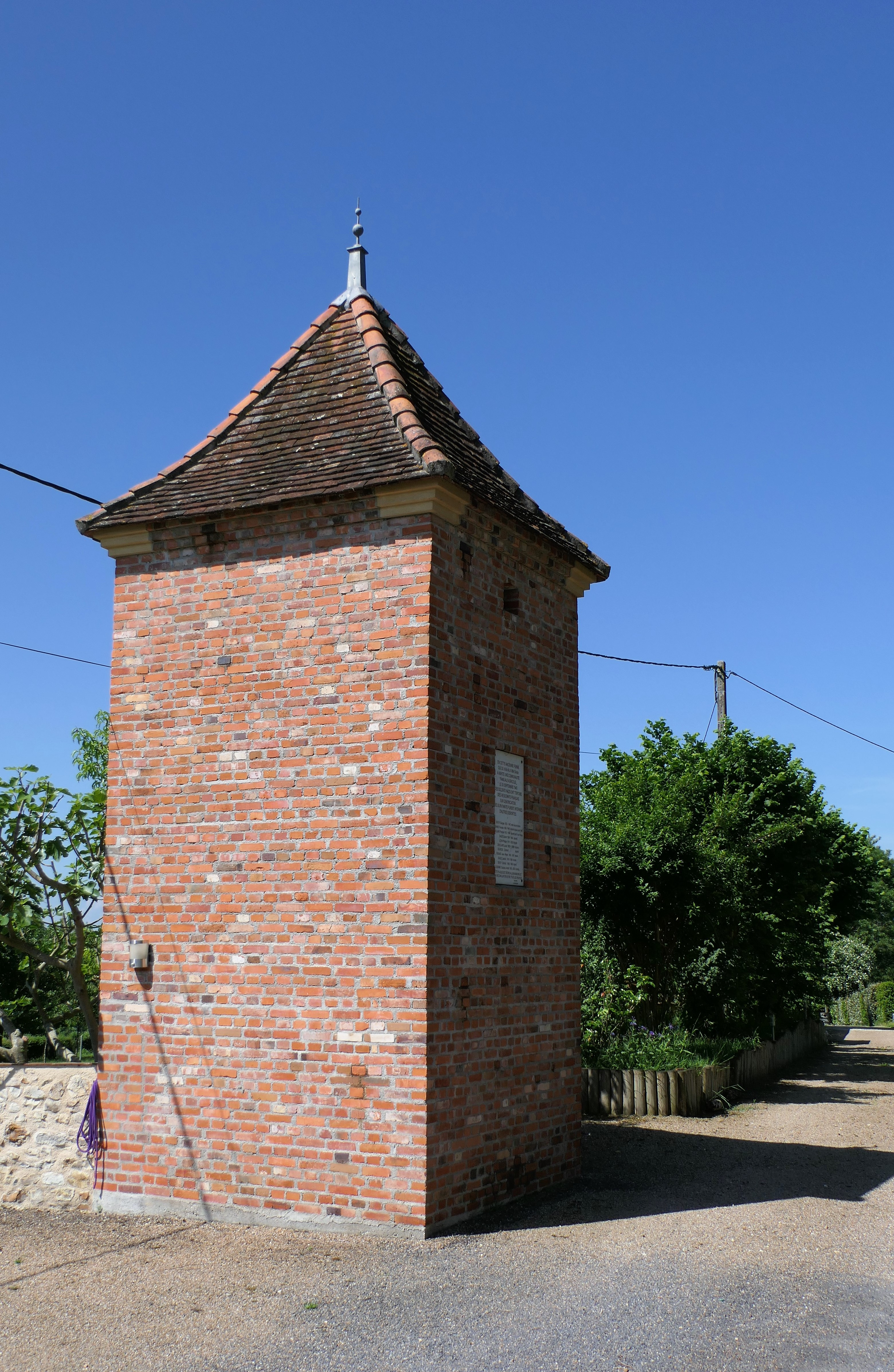
Le pigeonnier, restauré, de la Grand'Houlle.

### Le massacre de la Varenne du 10 juin 1944
Le samedi 10 juin 1944, en représailles à une attaque d'un train allemand par des maquisards, le hameau de La Varenne, est victime d'une attaque par un régiment allemand de l'Afrika Korps, au cours de laquelle cinq hommes sont fusillés, des maisons pillées et incendiées. Une cérémonie annuelle rend hommage à ces résistants.

## Politique et administration
| Période                                  | Période         | Identité        | Étiquette | Qualité             |
| ---------------------------------------- | --------------- | --------------- | --------- | ------------------- |
| mars 2014                                | en cours        | Pascal Rameau   | DVG       |                     |
| mars 1983                                | mars 2014       | Bernard Jaillot | DVG       |                     |
| 26 juillet 1957                          | mars 1983       | Philippe Ledin  | PCF       | Exploitant agricole |
| 15 avril 1956                            | 26 juillet 1957 | Louis Journet   |           |                     |
| 26 octobre 1947                          | 15 avril 1956   | Pierre Bengler  |           |                     |
| Les données manquantes sont à compléter. |                 |                 |           |                     |

## Démographie
L'évolution du nombre d'habitants est connue à travers les recensements de la population effectués dans la commune depuis 1793. Pour les communes de moins de 10 000 habitants, une enquête de recensement portant sur toute la population est réalisée tous les cinq ans, les populations de référence des années intermédiaires étant quant à elles estimées par interpolation ou extrapolation. Pour la commune, le premier recensement exhaustif entrant dans le cadre du nouveau dispositif a été réalisé en 2008.

En 2022, la commune comptait 1 186 habitants, en évolution de −3,1 % par rapport à 2016 (Saône-et-Loire : −1,06 %, France hors Mayotte : +2,11 %).
| 1793 | 1800  | 1806  | 1821  | 1831  | 1836  | 1841  | 1846  | 1851  |
| ---- | ----- | ----- | ----- | ----- | ----- | ----- | ----- | ----- |
| 925  | 1 296 | 1 380 | 1 617 | 1 707 | 1 803 | 1 705 | 1 730 | 1 703 |

| 1856  | 1861  | 1866  | 1872  | 1876  | 1881  | 1886  | 1891  | 1896  |
| ----- | ----- | ----- | ----- | ----- | ----- | ----- | ----- | ----- |
| 1 652 | 1 672 | 1 719 | 1 410 | 1 450 | 1 439 | 1 519 | 1 479 | 1 630 |

| 1901  | 1906  | 1911  | 1921  | 1926  | 1931  | 1936  | 1946 | 1954  |
| ----- | ----- | ----- | ----- | ----- | ----- | ----- | ---- | ----- |
| 1 602 | 1 542 | 1 418 | 1 109 | 1 080 | 1 093 | 1 096 | 907  | 1 008 |

| 1962  | 1968  | 1975  | 1982  | 1990  | 1999  | 2006  | 2008  | 2013  |
| ----- | ----- | ----- | ----- | ----- | ----- | ----- | ----- | ----- |
| 1 162 | 1 215 | 1 253 | 1 269 | 1 236 | 1 175 | 1 200 | 1 207 | 1 222 |

| 2018  | 2022  | - | - | - | - | - | - | - |
| ----- | ----- | - | - | - | - | - | - | - |
| 1 211 | 1 186 | - | - | - | - | - | - | - |

En 2013, les 1 222 habitants, de la commune ont, pour 357 d'entre eux, (29,3 % de la population) moins de 20 ans, pour 539 (44,1 %) entre 20 et 59 ans, et 326 (26,7 %) sont âgés de 60 ans et plus.
Parmi ceux âgés de 15 à 64 ans 769 (75,9 %) constituent la population active, 6,1 % sont des élèves ou étudiants, 9,9 % des retraités ou préretraités et 8,1 % d'autres inactifs.

## Logements
Les 604 logements existants en 2013 sont des résidences principales pour 516 d'entre eux, 32 sont des résidences secondaires ou des logements occasionnels, et 56 sont des logements vacants.
450 des 516 résidences principales sont occupées par leurs propriétaires, 60 sont locataires et 6 sont logés gratuitement.

## Économie et emploi
Le nombre d'emplois existants dans la commune en 2013 est de 127 dont 88 sont des emplois salariés et 39 des emplois non salariés.
Il existe 62 établissements actifs dans la commune qui emploient au total 64 salariés.
- 12 appartiennent au secteur de l'agriculture, 18 n'emploient aucun salarié, les autres emploient au total 6 salariés.
- 2 sont du secteur industriel, et n'ont aucun salarié.
- 11 établissements sont du secteur de la construction, 8 n'ont pas de salariés.les autres emploient au total 7 salariés.
- 31 sont du secteur de commerce, des transports et des services divers, dont 28 n'ont aucun salarié.les autres emploient au total 20 salariés.
- 6 sont du secteur de l'administration publique, de l'enseignement, de la santé, de l'action sociale, 2 d'entre eux n'ont pas de salarié, les autres emploient au total 31 salariés.

## Lieux et monuments
- Château de la Motte-Saint-Jean.
- Les restes de la chapelle ou église de la Madeleine, jadis église paroissiale appartenant aux religieux de Paray (qui y faisaient dire la messe deux fois par semaine). En 1789, les habitants s'y réunirent pour désigner leurs représentants aux États généraux et rédiger leur cahier de doléances[22].
- L'église paroissiale Saint-Saturnin, qui fut construite (en remplacement de l'ancienne) entre 1859 et 1864 (le clocher, quant à lui, a été réalisé postérieurement à la livraison de l'église au culte, en 1861). De style néo-roman, elle se compose d'une nef de cinq travées et de bas-côtés. La nef est précédée d'un clocher-porche, qui renferme deux cloches fondues en 1888 par Farnier Frères (fondeurs à Robécourt dans les Vosges) et une cloche provenant de l’ancienne église Saint-Pierre de Morillon (gravée de l'inscription : « L’an 1788, Joseph Moulain, curé de Morillon. »)[23].
- L'oratoire de sainte Claire, petit édifice qui fut bâti près d'une source guérisseuse[22]. L'oratoire Sainte-Claire est une modeste chapelle du XIXe siècle situé à proximité de la confluence de l'Arroux et de la Loire. Elle a été restaurée en 2012 par l'association la Grand'houlle. Sainte Claire était honorée des mariniers, des lavandières, des blanchisseuses, Sa relation avec l'eau peut être suggérée par le fait que grâce à ses prières elle fit se lever une tempête qui dispersa une armée de Sarrasins venue assiéger le monastère d'Assise où elle vivait et où elle avait fondé avec saint François d'Assise l'ordre des Clarisses. La chapelle comprend un vitrail simple mais illustrant l'importance historique du trafic fluvial sur la Loire jusqu'au début du XXe siècle.

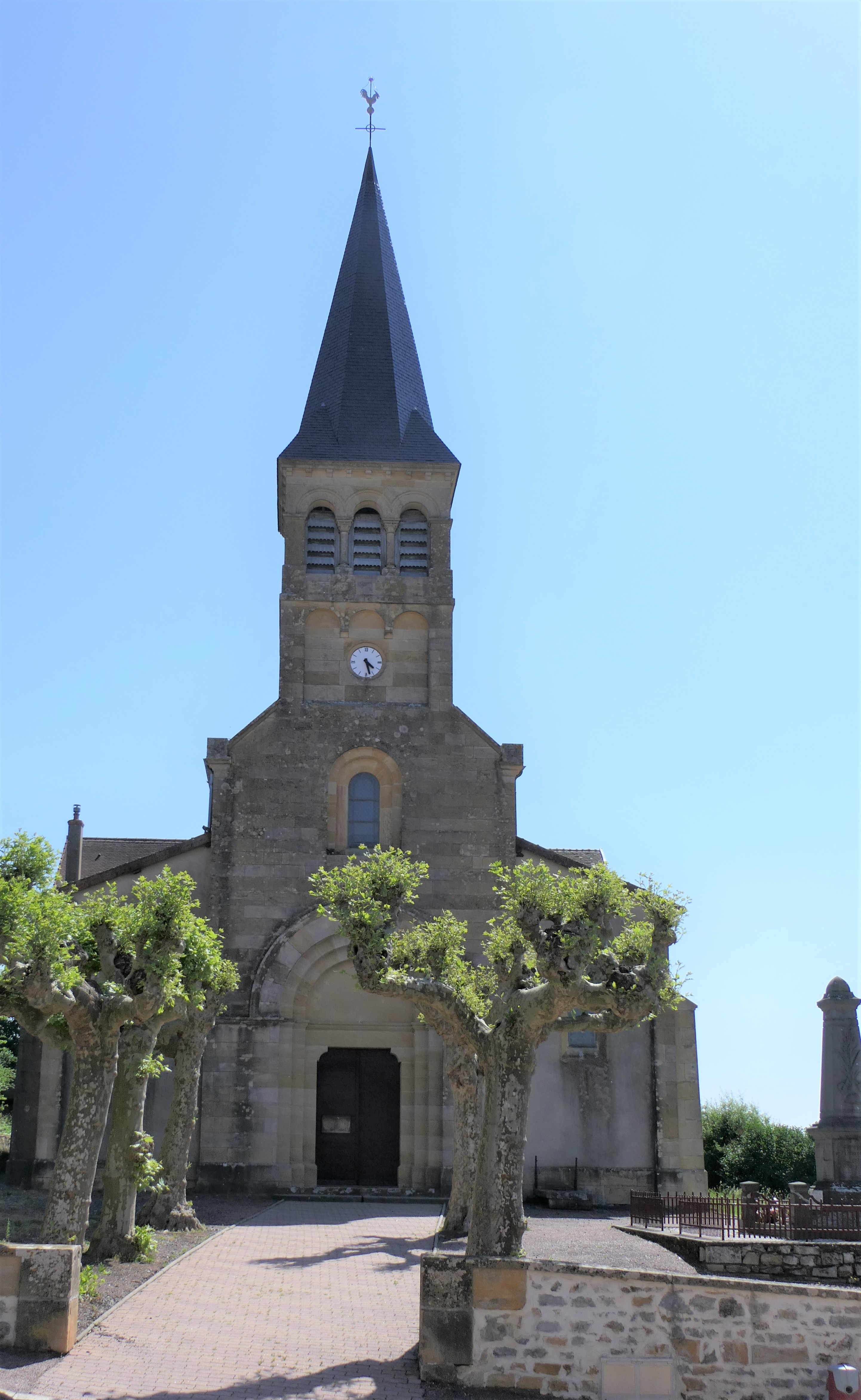
La façade de l'église Saint-Saturnin.
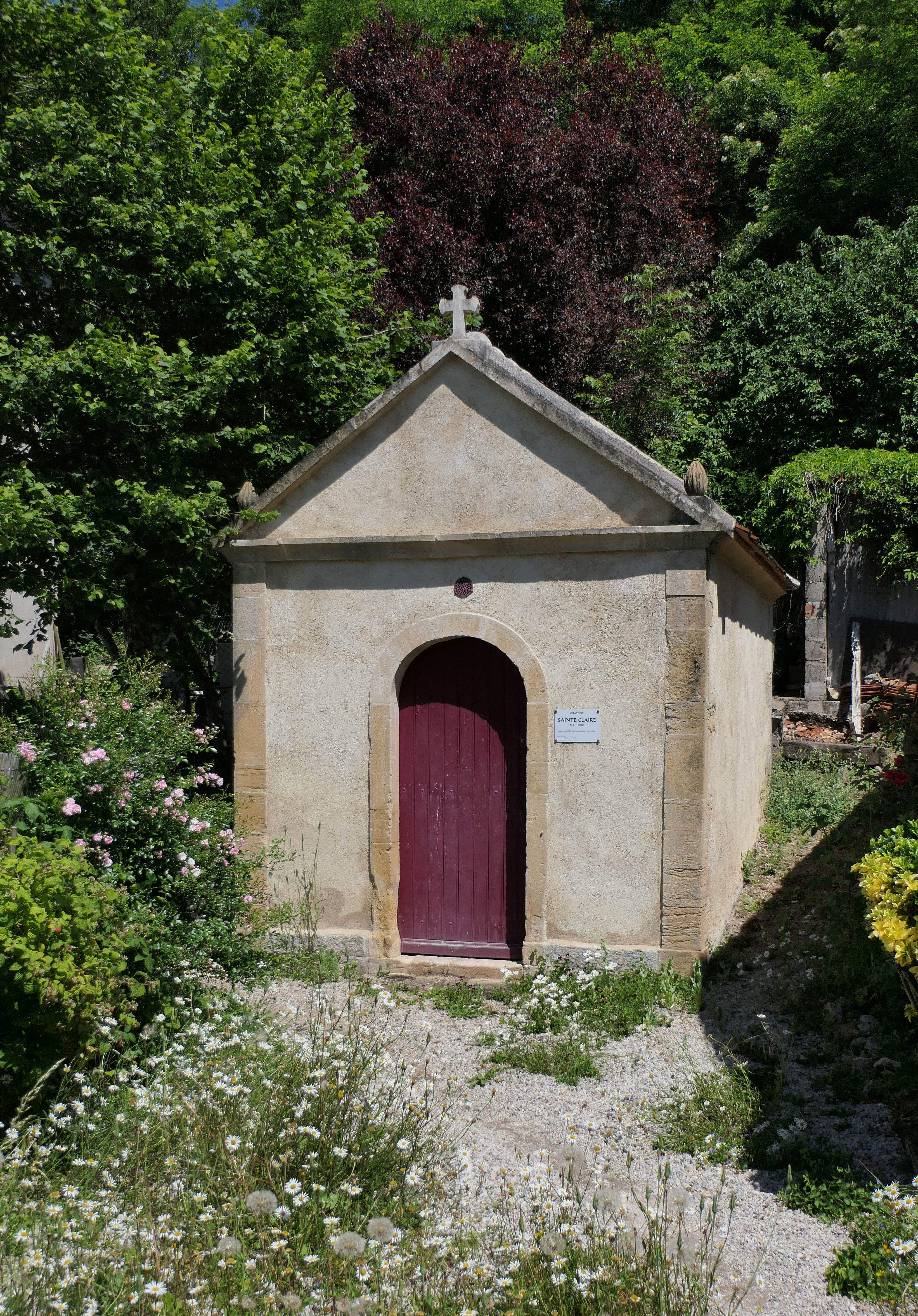
Oratoire Sainte-Claire.
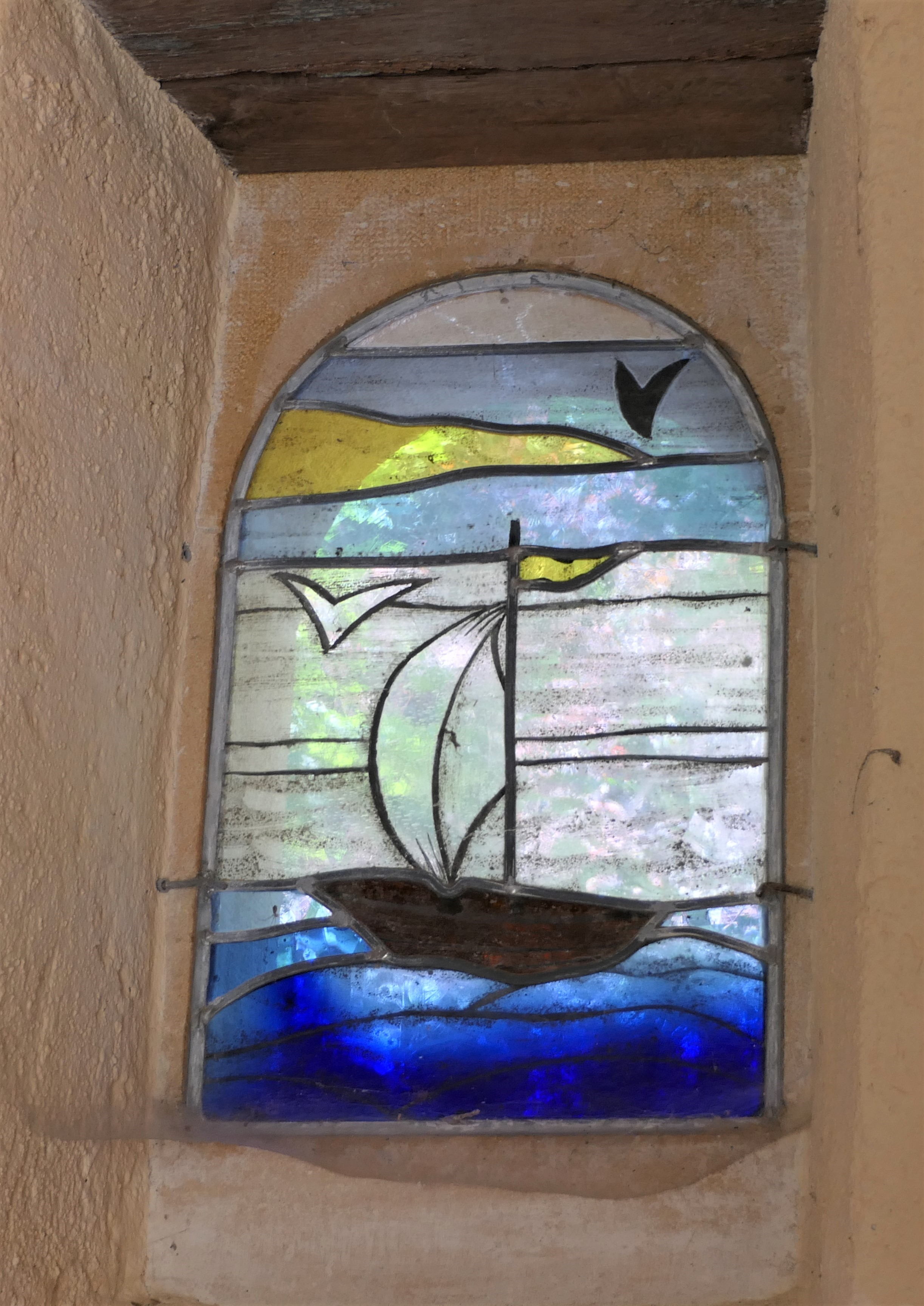
Vitrail dans l'oratoire Sainte-Claire.

## Personnalités liées à la commune
- L'abbé Jean-Marie Vachia, qui fut curé de La Motte-Saint-Jean de 1872 à 1884, dont le souvenir est conservé par un important album de photographies – toutes soigneusement légendées – couvrant la période 1882-1886, précieuse source de documentation en quatre parties renseignant sur la Motte-Saint-Jean et ses environs, Génelard, la ville de Nevers et Lourdes ainsi que sur la vie religieuse en paroisse dans la seconde moitié du XIXe siècle[24].
- Henri Poncet (1863-1925), député, conseiller, né sur la commune dont il fut également le maire.

## Pour approfondir